# Imamzadeh (Gəncə)
Das Imamzadeh, auch Göy-Imam-Moschee (aserbaidschanisch İmamzadə türbəsi), ist eine Moschee und ein Mausoleum 7 km nördlich der Stadt Gəncə in Aserbaidschan. Sie gilt als Grab des Imam Ibrahim, Sohn des fünften Imams der Schiiten, Muhammad al-Baqir.

## Geschichte

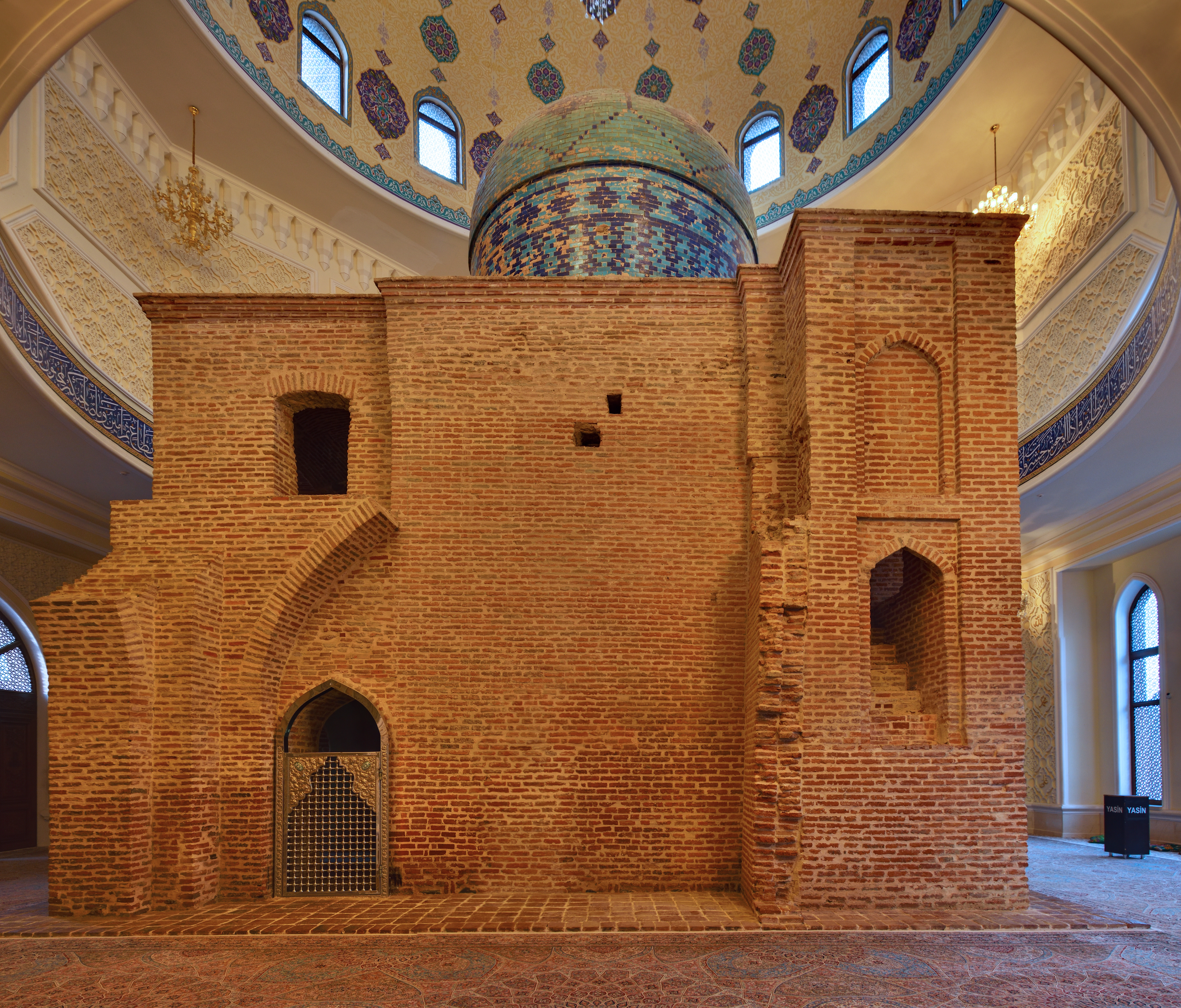
Imamzadeh

Mögliche erste Baulichkeiten wurden hier im 8. Jahrhundert errichtet. Laut einer umstrittenen Überlieferung wurde dort der Sohn von Muhammad al-Baqir, einem der schiitischen Imame begraben. Dieser Überlieferung zufolge verließen seine Söhne die arabische Halbinsel und flohen ins damalige Perserreich, um sich vor den Umayyadischen Herrschern in Sicherheit zu bringen, wurden aber angeblich später von ihren Feinden ermordet. Das Mausoleum soll auf Ibrahims Grab erbaut worden sein.
Im Mittelalter begannen die ersten Umbauten und Erweiterungen an der Moschee. Besonders vom 15. bis zum 16. Jahrhundert wurde großer Fokus auf das Territorium der Moschee gelegt und erweitert.
Die großen Renovierungen hingegen wurden unter der Herrschaft von Javad Khan (1786–1804) durchgeführt mit Karbalai Sadiq als Architekt.
Von 1878 bis 1879 gab es erneute Renovierungen an der Imamzadeh und dem Nizami Ganjavi Mausoleum, unter Führung von General Israfil bəy Yadigərzadəh.

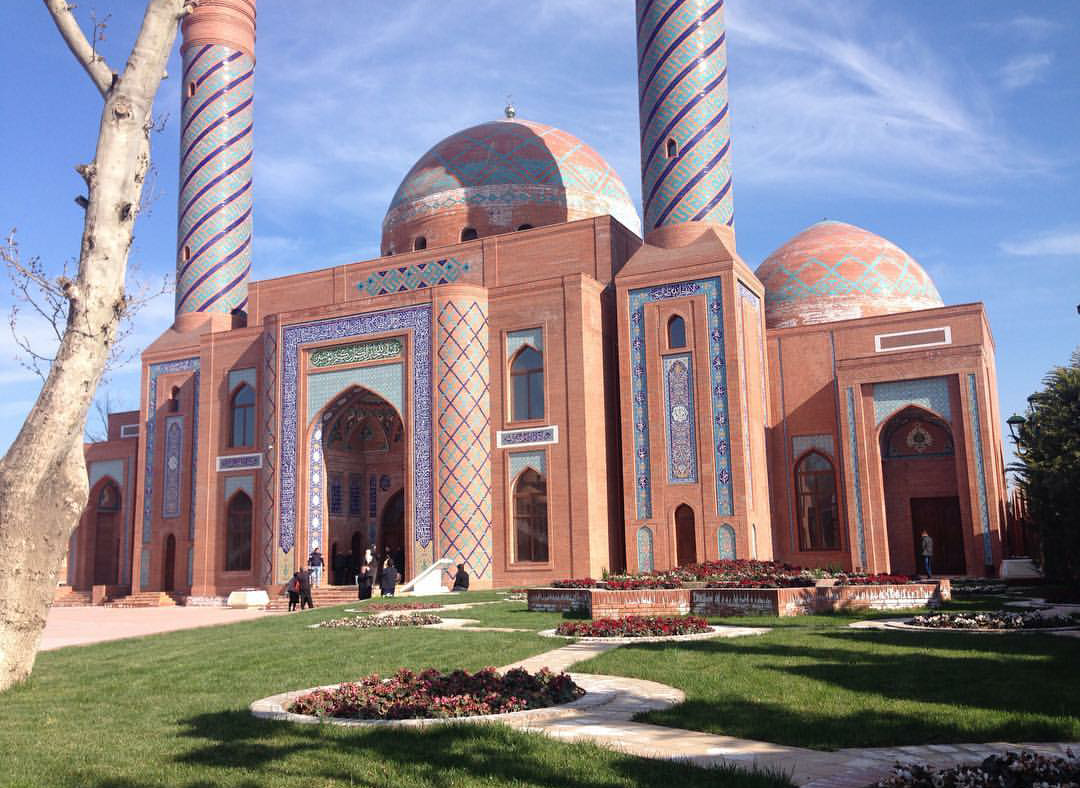
Eingang

Von 2010 bis 2016 gab es erneute große Renovierungen am Imamzadeh, in Auftrag gegeben von der aserbaidschanischen Regierung. Es wurden insgesamt 31 Millionen Manat (ca. 16–17 Millionen Euro) für die Renovierungen ausgegeben.

## Architektur
Das Imamzadeh war im Mittelalter eigentlich das Grab von Imam Ibrahim. Durch Renovierungen in den letzten 5 bis 6 Jahrhunderten aber wurde der Ort zu einer Moschee, Mausoleum und Pilgerstätte für Schiiten.
Der Komplex besteht im Wesentlichen aus dem Mausoleum, der Moschee und dem Friedhof. Auch die 9 Kuppel und der große und verzierte Haupteingang sind wichtige Teile vom Gebäude.
Die Moschee ist über dem Mausoleum aufgebaut worden. Sie besitzt 3 Minarette und eine große Hauptkuppel, namens „Imam Ibrahim Kuppel“, mit einer Höhe von 14,7 Meter. Beide sind sehr verziert und dekoriert wie mit Kalligrafien, wichtigen Elementen und Blumenbildern.

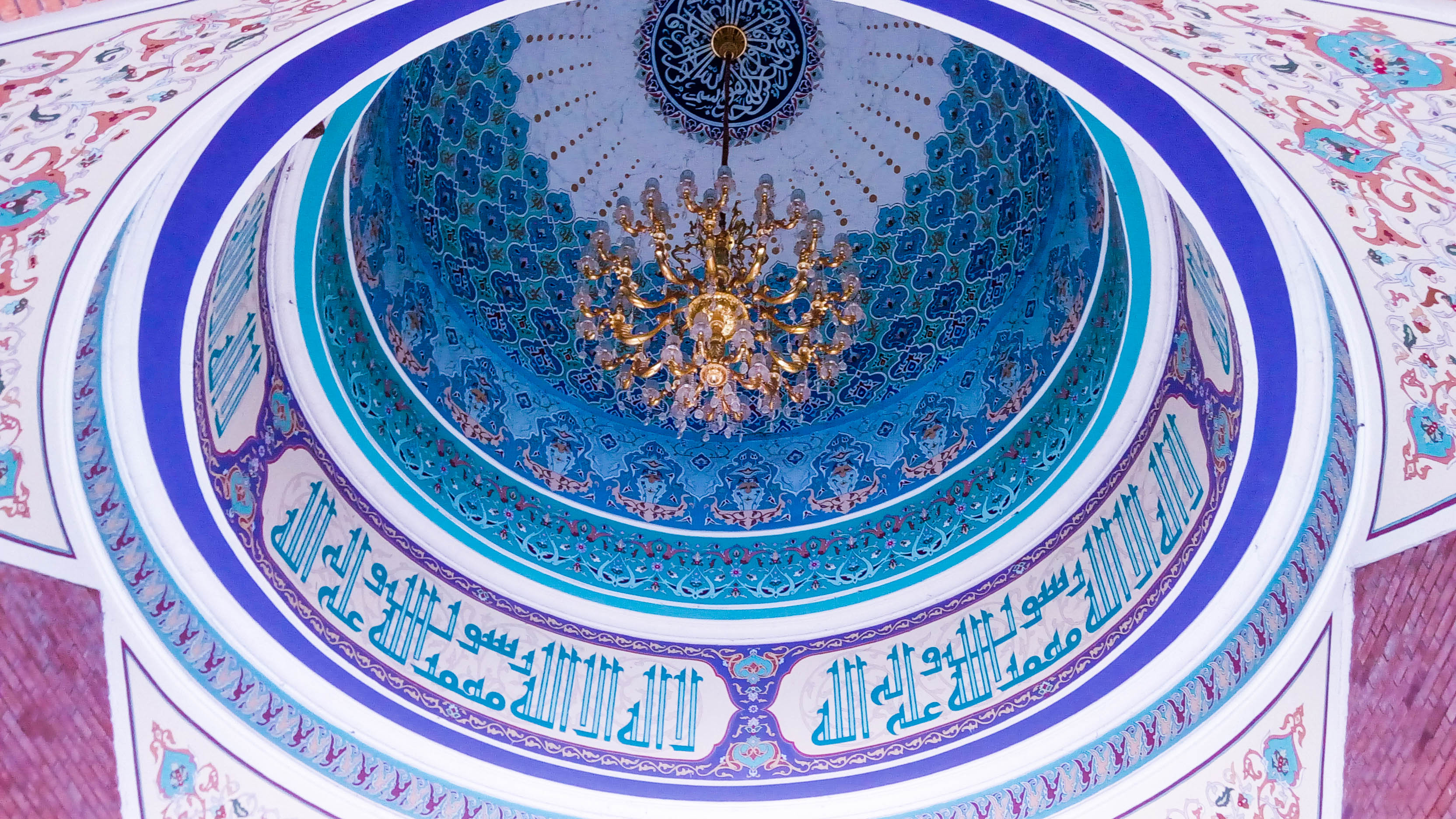
Imam Ibrahim Kuppel

Während das Mausoleum anfangs mit vor allem roten Ziegeln gebaut wurde, wurden kleine Kuppeln im Mittelalter daneben hinzugefügt.